# Гарлан Кобен
Гарлан Кобен (англ. Harlan Coben) — американський письменник у жанрі детектива та трилера. Сюжет його романів часто містить нерозв'язані та неправильно інтерпретовані події минулого, вбивства, нещасні випадки та численні несподівані повороти. Лауреат престижних детективних нагород — премій «Едгара По», «Шамус», «Баррі» та «Ентоні».
Насамперед відомий як автор книжкової серії про Майрона Болітара, спортивного агента, якому також доводиться брати на себе роль детектива. Ба більше, Кобен також створив телесеріал у жанрі кримінальної драми під назвою «П'ятеро» , перша трансляція якого відбулася у квітні 2016 року на британському телеканалі Sky 1.

## Біографія
Народився 4 січня 1962 року в Ньюарку, Нью-Джерсі, США. Своє дитинство, однак, провів у Лівінгстоні, де й ходив до школи разом із другом дитинства Крісом Крісті, майбутнім політиком. 1984 року здобув ступінь бакалавра з політології в Емгерстському коледжі. Навчаючись у виші, став членом студентської організації Псі Іпсилон, до якої належав й Ден Браун.
Нині разом із дружиною (Енн Армстронг) та чотирма дітьми (Шарлот, Бенджамін, Вілл та Ів) проживає в Риджвуді.

## Кар'єра
Перед тим як розпочати свою письменницьку діяльність, протягом деякого часу працював у туристичній галузі, у компанії свого діда. 1990 року світ побачив дебютний роман Гарлана Кобена під назвою «Вдавати мертвого», а вже наступного року вийшов ще один роман — «Чарівне зцілення». 1995 року письменник започаткував книжкову серію про Майрона Болітара, спортивного агента, який перебирає на себе роль детектива та навіть має власного доктора Ватсона — Віндсора Горна Локвуда III, або ж просто «Віна».
2001 року, вперше з часів заснування серії книг про Майрона Болітара, світ побачив самостійний роман під назвою «Не кажи нікому» , на основі якого 2006 року зняли однойменний французький фільм — «Ne le dis à personne». 15 червня 2003 року на оп-еді газети «Нью-Йорк Таймз» Кобен опублікував оповідання «Ключ до мого батька» (англ. The Key to My Father), ставши першим письменником за останні десять років, які там публікувалися. Після видання роману «Не кажи нікому», Гарлан написав ще тринадцять самостійних романів. У 2011—2014 роках виходила підліткова книжкова серія про Мікі Болітара, племінника Майрона Болітара.

### Книжкова серія про Майрона Болітара
| - Deal Breaker (1995) — «Порушник угоди»; - Drop Shot (1996) — «Вкорочений удар»; - Fade Away (1996) —«Поза грою» ; - Back Spin (1997) —«Підкрутка» ; - One False Move (1998) — «Один неправильний крок»; - The Final Detail (1999) — «Остаточна деталь» або «Головний підозрюваний» ; | - Darkest Fear (2000) — «Найтемніший страх»; - Promise Me (2006) —«Пообіцяй мені» ; - Long Lost (2009) —«Довга втрата» ; - Live Wire (2011) —«Оголений дріт» ; - Home (2016) — «Додому». |

### Книжкова серія про Мікі Болітара
- Shelter (2011) — «Прихисток»[en];
- Seconds Away (2012) — «У декількох секундах від»;
- Found (2014) — «Знайдений».

### Самостійні романи
| - Play Dead (1990) — «Вдавати мертвого»; - Miracle Cure (1991) — «Чарівне зцілення»; - Tell No One (2001) — «Нікому не кажи»; - Gone for Good (2002) — «Зниклий»; - No Second Chance (2003) —Другого шансу не буде ; - Just One Look (2004) —«Всього один погляд» ; - The Innocent (2005) —«Безневинний»; - The Woods (2007) — «Хащі»; | - Hold Tight (2008) — «Мертва хватка»; - Caught (2010) — «Пастка»; - Stay Close (2012) — «Минуле не відпустить»; - Six Years (2013) — «Шість років»; - Missing You (2014) — «Сумую за тобою»; - The Stranger (2015) — «Незнайомець»; - Fool Me Once (2016) — «Твоя перша остання брехня»; - Don't Let Go (2017) — «Не відпускай». |

## Переклади українською
- Харлан Кобен. Безневинний. — Х. : «Книжковий клуб «Клуб сімейного дозвілля», 2008. — 416 с. — ISBN 978-966-343-950-1.
- Гарлан Кобен. Твоя перша остання брехня. — Х. : «Книжковий клуб «Клуб сімейного дозвілля», 2017. — 320 с. — ISBN 978-617-12-1663-1.
- Гарлан Кобен. Додому. — Х. : «Книжковий клуб «Клуб сімейного дозвілля», 2017. — 320 с. — ISBN 78-617-12-4122-0.